# Bonviller
Bonviller é uma comuna francesa na região administrativa de Grande Leste, no departamento de Meurthe-et-Moselle. Estende-se por uma área de 5,04 km². Em 2010 a comuna tinha 183 habitantes (densidade: 36,3 hab./km²).